# Erik Johansson
Erik Johannson (Götene, abril de  1985) es un fotógrafo y fotocreador sueco afincado en Praga, de gran proyección internacional y especialmente conocido por sus impactantes fotomontajes con un trasfondo surrealista y sutil uso del humor. La sutileza es una de las características de su obra, donde elige y aborda la temática con gran calidad técnica en todas las fases.

## Biografía
Erik Johannson creció en un entorno rural de Suecia que es el escenario de muchas de sus conocidas imágenes. Su primera cámara fotográfica se la regalaron cuando tenía 15 años y su madre era pintora. Estudió Ingeniería Informática en la Universidad Chalmers de Gotemburgo y ha trabajado para multinacionales de la talla de Google, Ikea y Microsoft.
Su entrada en el mundo laboral a tiempo completo la hizo trasladándose a Norrköping para trabajar por cuenta propia. Antes, desde su época de estudiante, ya se había hecho conocido tras haber subido a internet algunos proyectos y había estado respondiendo a multitud de encargos. En 2012 se trasladó definitivamente a Alemania, estando afincado en Berlín durante varios años, cuando decidió mudarse a la cercana capital checa.
Sus ocurrentes e impactantes creaciones han sido definidas por algunos autores como fotografía imposible.

## Proceso creativo
En su flujo de trabajo Erik Johannson se encarga de todas las facetas, desde la idea inicial y la toma de la imagen o imágenes que componen sus fotomontajes hasta la creación completa de estos mediante tratamiento digital. Como él mismo declara, nunca utiliza imágenes de terceros extraídas de bancos de imágenes o por otros medios para ningún elemento de sus fotocreaciones, aunque para algunas de ellas tenga que usar multitud de imágenes.
Erik utiliza como herramienta digital básica Adobe Photoshop, por medio del cual, y tras decenas de horas de trabajo según el caso, consigue sus impactantes fotomontajes de gran calidad.